# Arachnoiditis
Arachnoïditis is een ontsteking van het spinnenwebvlies, het middelste van de drie hersenvliezen. Deze dicht tegen elkaar liggende vliezen omringen en beschermen het centraal zenuwstelsel, inclusief de hersenen en het ruggenmerg.
Van buiten naar binnen gezien is er het harde hersenvlies, het spinnenwebvlies en het zachte hersenvlies. In het Latijn heten deze vliezen dura mater, arachnoidea en pia mater. Arachnoidea betekent spinnenwebvlies. Tussen de twee laatste lagen bevindt zich het hersenvocht. Als het spinnenwebvlies ontstoken is wordt dat arachnoïditis genoemd, en bij verklevingen en littekenweefsel, adhesieve arachnoïditis. Arachnoiditis kan tijdelijk zijn, door een infectie, of chronisch. Chronische arachnoiditis wordt voornamelijk gekenmerkt door hevige zenuwpijnen en symptomen die ook voorkomen bij dwarslaesie zoals blaas- en darmproblematiek, moeizaam of niet kunnen lopen, en spierspasmen.

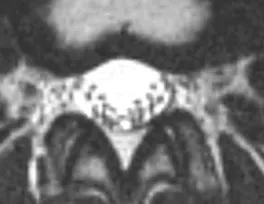
MRI-beeld van een Normale Teca-zak met vrij liggende zenuwen

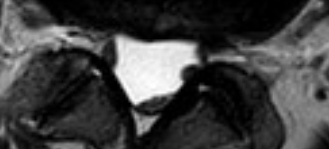
MRI-beeld van Adhesieve arachnoïditis met lege Teca-zak

## Prevalentie
Decennialang dacht men dat er ongeveer 25.000 gevallen van arachnoïditis voorkwamen, voornamelijk in Noord- en Zuid-Amerika, Azië en Europa. Later schatten sommige onderzoekers de aantallen tussen 1,75 en 7 miljoen alleen al in Noord-Amerika, de aandoening is ondergediagnosticeerd.
Het aantal gevallen van lumbale arachnoïditis neemt toe als gevolg van operaties aan de lumbale wervelkolom en spinale anesthesie. Arachnoïditis treft meer vrouwen dan mannen, de oorzaak hiervan is dat in sommige landen twee derde van de zwangere vrouwen kiest voor spinale of epidurale anesthesie bij een bevalling.

## Oorzaken
De oorzaak van de aandoening is niet helemaal duidelijk, ze lijkt door meerdere oorzaken te kunnen ontstaan waaronder:

### Niet infectieus
- Een misplaatste epidurale steroïde-injectie, wanneer deze per ongeluk intrathecaal (met een ruggenprik) wordt toegediend[5]
- Contrastmiddelen die worden gebruikt in een myelografie voorafgaand aan de ontwikkeling van metrizamide en andere in water oplosbare contrastmiddelen[6]
- Complicaties van rugchirurgie of andere ingrepen aan de rug[7][8]
- Intrathecale bloeding[9]
- De toediening van anesthetica, bijvoorbeeld chloorprocaïne, en steroïden, bijvoorbeeld prednisolon en triamcinolonacetonide.[8]
- Als gevolg van direct letsel aan de wervelkolom[10]
- Door chronische compressie van ruggenmergzenuwen, bijvoorbeeld door langdurige druk van een ernstige hernia of vernauwing van het wervelkanaal.[11][12]
- Een reactie op chemische stoffen[6]
- Trauma zoals een ongeval.

### Infectieus
- Viraal meningitis[13]
- Bacterieel tuberculose[14]
- Schimmels meningitis[15]
- Parasitair cystercicosis[16]

## Symptomen
Arachnoïditis kan leiden tot velerlei pijnlijke en invaliderende symptomen, die individueel sterk kunnen variëren:
- Chronische pijn[18]
- neuralgie[19]
- Gevoelloosheid en tintelingen van armen en benen[11]
- Darmen, blaas en seksueel functioneren kunnen worden beïnvloed.[11]

Hoewel arachnoïditis geen vast patroon van symptomen heeft, treft het vaak de zenuwen van de onderrug en benen.
Veel patiënten hebben moeite met zitten gedurende lange of zelfs korte tijd vanwege pijn.
Dit kan problematisch zijn voor patiënten die ook moeite hebben met staan of lopen gedurende lange perioden, aangezien rolstoelen in dergelijke gevallen niet altijd nuttig zijn.
Ontsteking kan soms leiden tot de vorming van littekenweefsel en verklevingen waardoor de ruggenmergzenuwen aan elkaar 'plakken'. De aandoening is buitengewoon pijnlijk, vooral wanneer deze zich ontwikkelt tot adhesieve arachnoïditis. Een complicatie daarvan is arachnoiditis ossificans, waarbij er sprake is van verbening van het spinnenwebvlies. Dit kan plaatsvinden in een laat stadium van de ziekte.

## Diagnostiek
Een MRI-scan Full spine (van de volledige wervelkolom) met of zonder contrastvloeistof is een belangrijk hulpmiddel bij het stellen van de diagnose.
Voor de ossificans-vorm van de aandoening kan een niet-versterkte CT-scan de aanwezigheid en omvang van arachnoïde ossificaties aantonen. Deze is complementair aan een MRI, aangezien een MRI minder specifiek kan zijn en bevindingen kunnen worden verward met regio's van verkalking of hemosiderine.

## Behandeling
Arachnoïditis is moeilijk te behandelen en de behandeling is over het algemeen beperkt tot het verlichten van pijn en andere symptomen (palliatief).
Het is belangrijk om de actieve neuro-ontsteking aan te pakken. Hier heeft men medicatie voor nodig die door de bloed-hersenbarrière gaat. Er zijn enkele geneesmiddelen bekend met deze eigenschap.
Voorbeelden hiervan zijn: taradyl (ketorolac), dexamethason en (depo)medrol (methylprednisolon).
Hoewel arachnoïditis misschien nog niet te genezen is en aanzienlijk levensveranderend kan zijn, kan het beheer van de aandoening patiënten helpen omgaan met de moeilijkheden die het met zich meebrengen. Dit houdt in: medicatie, fysiotherapie en, indien van toepassing, psychotherapie. Een chirurgische ingreep heeft over het algemeen een slecht resultaat en biedt mogelijk slechts een tijdelijke verlichting. Er zijn enkele gevallen van chirurgisch succes gemeld.
Epidurale corticosteroïdeninjecties voor de behandeling van ischias-pijn zijn door de Amerikaanse Food and Drug Administration en in ander onderzoek in verband gebracht als een oorzaak van de ziekte. Deze worden daarom afgeraden als behandeling voor arachnoïditis, omdat ze de aandoening hoogstwaarschijnlijk zullen verergeren.
Sommige patiënten hebben baat bij gemotoriseerde hulpmiddelen zoals de Segway of staande rolstoelen, hoewel dit soort apparaten buiten het bereik van mensen met beperkte middelen kunnen zijn. Staand uithoudingsvermogen en trillingstolerantie moeten worden overwogen voordat dergelijke apparaten worden aangeschaft.

## Prognose
Arachnoïditis is een chronisch progressieve aandoening waarvoor geen genezing bekend is.
De prognose kan moeilijk te bepalen zijn vanwege een onduidelijk beeld over het begin van de ziekte en het verschijnen van symptomen. Voor veel lijders aan arachnoïditis is het een invaliderende ziekte die chronische pijn en neurologische gebreken veroorzaakt en andere aandoeningen van het ruggenmerg, zoals syringomyelie, tot gevolg kan hebben.

## Differentiële diagnose
De vele mogelijke oorzaken van arachnoïditis maken het stellen van een diagnose niet eenvoudig. De aandoening kan worden verward met de volgende aandoeningen of syndromen:
- het rugoperatiesyndroom (failed back surgery)
- multiple sclerose (chronische neurologische auto-immuunaandoening)
- fibromyalgie (chronische aandoening met pijn en vermoeidheid)
- het chronisch pijnsyndroom (lichamelijke en mentale symptomen)
- het caudasyndroom
- syringomyelie (multipele-holtevorming in de grijze stof van het ruggenmerg)
- sommige ruggenmergtumoren (spinale tumoren)

Het stellen van een differentiële diagnose kan daarom noodzakelijk zijn.